# Herpsilochmus gentryi
El tiluchí antiguo u hormiguerito antiguo (en Perú) (Herpsilochmus gentryi), es una especie de ave paseriforme de la familia Thamnophilidae perteneciente al numeroso género Herpsilochmus. Es endémico de un área restringida  de la Amazonia peruano - ecuatoriana.

## Distribución y hábitat
Se distribuye en el extremo oriental de Ecuador (sureste de Pastaza) y norte de Perú (Loreto al occidente del río Napo y al norte del río Marañón), en las cuencas de los ríos Marañón, Tigre, Corrientes, Pucacuro y Pastaza.
Esta especie habita en el dosel de selvas húmedas bajas y en sus bordes, entre los 100 y 200 m de altitud. Aparentemente se restringe exclusivamente a bosques de terra firme que crecen en suelos arenosos pobres en nutrientes (suelos podzólicos y quartzíticos) y también en lo alto de colinas secas. En Perú, los dos principales tipos de bosque donde se encuentra esta especie son llamados de irapayales y varillales. El primero se caracteriza por árboles muy altos con un dosel de más de 40 m y copas entrelazadas, en el sotobosque crece una profusión de pequeñas palmeras (2 a 3 m de altura) de la especie Lepidocaryum tenue (llamada comúnmente «irapay»), y de las familias Palmae o Arecaceae. En el segundo los árboles son más bajos, alrededor de 25 m, con troncos de diámetro alrededor de 20 cm y copas estrechas, llamado «varillal» o  «chamizal» por la gran variación del diámetro de los troncos; para este tipo de bosque fue sugerido el nombre de «caatinga amazónica».

## Descripción
Mide 11,5 cm de longitud y pesa entre 10 y 11 g. El macho tiene la corona negra, una larga lista superciliar amarillo pálida y lista pos-ocular negra; por arriba es gris con una gran mancha dorsal semioculta, las alas son negras con destacadas barras blancas; la cola es negra con las plumas terminadas en amplias puntas blancas. Por abajo es amarillo pálido, obscurecido de oliva en los flancos. La hembra es como el macho, pero con la corona punteada de blanco amarillento y con tintes más ocráceos en el pecho.

## Estado de conservación
Esta especie ha sido calificada como «casi amenazada» por la IUCN, principalmente debido a su pequeña zona de distribución y a la sospecha de que su población, todavía no cuantificada, irá a decaer menos del 25% a lo largo de las próximas tres generaciones como consecuencia de la fragmentación y degradación de su hábitat.

### Amenazas
La especie es considerada sensible a la degradación y fragmentación de los bosques. Con base en modelos de deforestación de su región, se estima que esta especie irá a sufrir una pérdida de hábitat preferencial del orden del 3,5% de a lo largo de las dichas tres generaciones, o 14 años. En la región de Iquitos, Perú, se registra un considerable aumento de la presión humana; sin embargo en otras regiones remotas esta presión todavía es mínima.

### Acciones de conservación
En Ecuador, la especie se encuentra bien protegida en la reserva ecológica Kapawi; en Perú, la reserva nacional Allpahuayo Mishana comprende grandes áreas de hábitat conveniente para la especie.

## Comportamiento
Esta especie forrajea en el más alto estrato de la selva, que en el caso de los irapayales, llega a 40 m del suelo. Generalmente permanece varios minutos en una única copa, moviéndose entre las ramas con saltos cortos, algunos cm por vez y ocasionalmente vuelos cortos, buscando por artrópodos en el follaje vivo y en ramas finas, siempre en la periferia de las copas. No fue observado buscando en hojas muertas. El tiluchí antiguo es un participante inveterado de bandadas mixtas de alimentación de la canopia, junto a otras aves insectívoras, y también frugívoras y hasta nectarívoras. En algunas pocas localidades fue observado en simpatría con su congénere, el tiluchí de Dugand (H. dugandi).

### Alimentación
Su dieta consiste de insectos, particularmente de larvas y adultos lepidópteros y posiblemente también de arañas.

### Reproducción
Se conoce casi nada de sus hábitos reproductivos. A partir de las observaciones del estado de desarrollo de varios individuos adultos y juveniles, los autores de la descripción original postulan que el desarrollo de los polluelos ocurre entre enero y marzo.

### Vocalización
El canto es una serie de notas alegres (alrededor de 15 notas en 2 segundos) que se hacen más lentas y caen ligeramente al final, por ejemplo «chedidididi-di-di-deh-deh-deh». Se identificaron tres tipos de llamado. Una nota «chup», dada cuando solitario, parece servir como contacto para la pareja. Un llamado más bisilábico es dado en el contexto de confundir un predador y ambos sexos lo dan de forma agitada. El tercero, bien característico, es una nota como campanilla «tink» o «tyink», que se sospecha sea dado como llamado de alerta.

## Sistemática

### Descripción original
La especie H. gentryi fue descrita por primera vez por los ornitólogos estadounidense Bret M. Whitney y peruano José Álvarez Alonso en 1998 bajo el mismo nombre científico; localidad tipo «margen izquierda del medio Río Tigre, 03°44′S, 74°32′W, a través del río desde el poblado de P. J. Lores, elevación aproximada 260 m, Departamento de Loreto, Perú».
Recibió el nombre científico en homenaje al eminente botánico estadounidense Alwyn Howard Gentry, fallecido en un accidente aéreo cerca de Guayaquil, en 1993, junto al ornitólogo Theodore A. Parker III y al ecologista ecuatoriano Eduardo Aspiazu. El nombre común «antiguo», tanto en español como en inglés, deriva de la postulación de los autores de que la divergencia de la nueva especie en relación con el ancestral común a su género, ocurrió algunos millones de años atrás.

### Etimología
El nombre genérico masculino «Herpsilochmus» proviene del griego «herpō»: reptar, arrastrarse y «lokhmē»: matorral, chaparral; significando «que se arrastra por el matorral»; y el nombre de la especie «gentryi», conmemora al botánico estadounidense Alwyn Howard Gentry (1945-1993).

### Taxonomía
Parece formar una superespecie con Herpsilochmus stictocephalus (son especies muy semejantes, ocupando áreas geográficas separadas); algunos autores sugieren que la similitud de las vocalizaciones indica que ambos son parientes próximos al llamado «grupo de los hormigueritos de corona negra», que incluye a H. pileatus, H. motacilloides, H. atricapillus, H. parkeri y a los recientemente descritos H. stotzi y H. praedictus. Es monotípica.